# Бажанов Борис Георгійович
Бори́с Гео́ргійович Бажанов (9 серпня 1900 , Могилів-Подільський, Подільська губернія  — 30 грудня 1982 , IV округ Парижа ) — радянський партійний діяч, особистий секретар Йосипа Сталіна, утікач з СРСР, мемуарист.

## Життєпис
Народився в сім'ї лікаря, з 1919 року — член РКП(б), з 1922-го — співробітник Адміністративного відділу ЦК РКП(б) (за деякими даними, влаштуватися туди йому допомогла протекція Лазаря Кагановича). Завдяки блискучій пам'яті та витримці зробив приголомшливу кар'єру: у серпні 1923 року він став секретарем Політбюро ЦК РКП(б) і особистим секретарем Йосифа Сталіна. З 1926 одночасно працював у Вищій раді зі спорту й у Міністерстві фінансів.
Працюючи в Кремлі, став антикомуністом. В ніч з 31 грудня 1927 року на 1 січня 1928 року перейшов іранський кордон з території Туркменістану та за сприяння індійської колоніальної влади зміг дістатись до Парижа.
У 1930 в Парижі видав мемуари «Зі Сталіним у Кремлі»; потім неодноразово перевидавав і розширював свої мемуари як «Спогади особистого секретаря Сталіна».

## Критика
Кандидат історичних наук Юрій Васильович Ємельянов у книзі «Сталін перед судом пігмеїв» детально аналізує друге видання мемуарів Бажанова, в результаті приходячи до висновків, що воно є грубою підробкою, «безсоромною брехнею» і містить безліч історичних спотворень, допускаючи версію, що воно було написано не Бажановим, сфабриковано в советологічних колах США або Великої Британії і погано перекладено з англійської, в той же час відзначаючи справжність видання оригінальних спогадів Бажанова 20-х років.

## Мемуари
- Борис Бажанов. Воспоминания бывшего секретаря Сталина [Архівовано 11 травня 2013 у Wayback Machine.] (рос.)